# Теодор Гіцеску
Теодор Гіцеску (рум. Theodor Ghiţescu; нар. 24 січня 1934, Бухарест ― 22 листопада 2008) ― румунський шахіст, гросмейстер від 1986 року.

## Шахова кар'єра
Від середини 1950-х до середини 1980-х років належав до когорти провідних румунських шахістів. Під час своєї кар'єри сім разів завойовував медалі чемпіонату Румунії: одну золоту (1963), чотири срібні (1961, 1972, 1975, 1977) і дві бронзові (1959, 1971).
Неодноразово представляв Румунію на командних змаганнях, зокрема:
- дванадцять разів на шахових олімпіадах (1956, 1960, 1962, 1964, 1966, 1968, 1970, 1972, 1974, 1978, 1980, 1984)[3],
- на командному чемпіонаті світу (1985)[4],
- тричі на командних чемпіонатах Європи (1965, 1973, 1977)[5],
- тричі на BŁĄD[6],
- тринадцять разів на BŁĄD; тринадцятиразовий призер: в командному заліку – двічі золотий (1971, 1977), п'ять разів срібний (1973, 1978, 1980, 1981, 1985) і шість разів бронзовий (1972, 1975, 1976, 1979, 1984, 1986)[7].

Неодноразово брав участь у міжнародних турнірах, досягнувши успіхів, зокрема, в таких містах, як: Цинновіц (1964, поділив 2-ге місце позаду Буркхарда Маліха, разом з Властімілом Янсою, Петером Деєм і Яцеком Беднарським), Бевервейк (1966, турнір B, посів 1-ше місце), Амстердам (1966, турнір IBM-B, поділив 1-ше місце разом з Єнсом Еневольдсеном і Едді Схоллом), Рейк'явік (1970, посів 2-ге місце позаду Гудмундура Сігурйонссона), Вейк-ан-Зеє (1973, турнір B, посів 1-ше місце), Бухарест (1976, посів 1-ше місце; 1979, поділив 2-ге місце позаду Марка Тайманова, разом з Міхаєм Шубою і Віктором Чокилтьою), Залаегерсег (1979, посів 3-тє місце позаду Ласло Вадаса і Ласло Барцаї) і Рим (1985, турнір B, позаду Владіміра Букала, разом з Джанлаццаро Санною).
1961 року отримав звання міжнародного майстра, а в 1986 році ФІДЕ за досягнення минулого присудила йому звання почесного гросмейстера.
Найвищий рейтинг Ело в кар'єрі мав станом на 1 липня 1971 року, досягнувши 2460 очок ділив тоді 2 місце (позаду Флоріном Георгіу, разом з Віктором Чокилтьою) серед румунських шахістів. 2001 року завершив шахову кар'єру, в наступних роках зігравши кілька партій під егідою ФІДЕ.